# Verner von Heidenstam
Carl Gustaf Verner von Heidenstam (Olshammar, 6 de Julho de 1859 — Estocolmo, 20 de Maio de 1940) foi um escritor, poeta e romancista sueco. Foi galardoado com o Nobel de Literatura de 1916. Foi membro da Academia Sueca em 1912 .
Seus poemas e prosas de trabalho são preenchidos com uma grande alegria de vida, às vezes imbuídos de amor da história da Suécia e da paisagem, particularmente seus aspectos físicos.
Com a sua obra Vallfart och vandringsår (1888), carregada de romantismo, individualismo e sensualismo, Verner von Heidenstam marca o rompimento com o realismo e o naturalismo.